# 小米應用商店
小米应用商店，是小米科技为其小米、红米手機及小米平板电脑创建和维护的移动应用程序发行平台，内置于其预装的MIUI操作系统中，发布於2012年。海外版为GetApps。于2014年11月25日建立的国际开发者站，允许来自香港、台湾和新加坡的开发者提交应用。截至2019年4月，小米应用商店在全球的累计分发量突破2000亿。自2014年起，小米应用商店为优质应用及游戏设立了“金米奖”，每两周评选一次，并评选年度十佳金米奖。2021年12月26日，小米應用商店推出隐私说明清单展示功能，讓用戶查看軟件權限，保障個人隱私。

## 外部鏈接
- 小米應用商店官網
- 小米應用商店的新浪微博